# 44-та гірськострілецька дивізія (СРСР)
44-та Київська Червонопрапорна гірськостріле́цька диві́зія — військове з'єднання у складі Червоній армії, гірськострілецька дивізія, яка була створена наказом № 2 по 12-й армії від 16.06.1919 р. з 3-ї прикордонної дивізії. Після розформування всіх армій Українського фронту за наказом по 12-й армії № 66 від 16.08.1919 р. зводиться з 1-ю українською радянською дивізією. Начальником призначається Щорс М. О.

## Склад
Влітку 1919 р. до складу дивізії входили такі частини (перелік неповний):
- 130-а Богунська бригада
  - 388-й Богунський полк
  - 389-й Богунський полк
  - 390-й Богунський полк
- 131-а Таращанська бригада
  - 391-й Таращанський полк
  - 392-й Таращанський полк
  - 393-й Таращанський полк
- 132-а Новгород-Сіверська бригада
  - 394-й полк
  - 395-й полк
  - 396-й полк
- Пластунська бригада
- Окрема кавалерійська бригада
- 5-й кавалерійський полк ім. Троцького
- Запасний кавалерійський ескадрон
- I-й артилерійський дивізіон
- II-й артилерійський дивізіон
- 24-й авіазагін
- Авторота
- Батальйон зв'язку

### Назва
З 13 грудня 1920 р. за визволення Києва від денікінських військ дивізії присвоєно почесну назву «Київська». У 20-х роках XX століття до назви додається «ім. Київського Пролетаріату», а підприємства України беруть шефство над строями дивізії. Так, київський завод «Арсенал» опікувався 130-м Богунським полком, 131-й Таращанський полк підтримував шефські зв'язки з Луганським паровозобудівним заводом ім. Жовтневої революції, а 132-й Донецький — з гірниками Донбасу та селянами Житомирщини.
Ймовірно, що в 1935 р. дивізії присвоєно ім'я Щорса. З квітня 1941 р. до назви дивізії додається — гірськострілецька.

### Нагороди
В 1928 р. за бойові заслуги в роки громадянської війни дивізія нагороджена Почесним революційним Червоним прапором. 18 липня 1930 р.  за поданням Уборевича (тодішнього Голови РВР СРСР) з нагоди 10-ліття з дня заснування представлена до нагороди орденом Червоного прапора (див. Державні нагороди СРСР).

### Зимова війна
Радянсько-фінляндська кампанія також засвідчила про чисельні негаразди в бойовій, організаційній і технічній підготовці Червоної армії. Її втрати (понад 412 тис. убитими і пораненими, обмороженими, полоненими) становили до 40 % бойового складу і суттєво переважали втрати фінської сторони (понад 70 тисяч чол., у тому числі 50 тис. поранених і тих, хто пропав безвісти, та 23 тис. убитих і померлих від ран). 900 фінських вояків (з них 10 офіцерів) опинилися в радянському полоні. До фінського полону потрапили до 6 тис. чол., у тому числі понад
300 командирів.
44-а стрілецька дивізія понесла великі втрати (відповідно до даних Фінляндії — до 9 тис. військовослужбовців).
Чималу частку військовополонених складали українці. Різноманітні емігрантські організації, зокрема українські, намагалися вплинути на цих останніх. Зокрема, задля вербування полонених для поповнення створюваних закордоном «з метою визволення України з СРСР» українських військових загонів у фінських таборах перебував прибулий з Парижу колишній міністр закордонних справ УНР О.Шульгін. На пробудження національної свідомості полонених українців була спрямована й культурно-освітницька робота, що її проводили націоналісти в таборах: створення різноманітних гуртків, хорів. Український народний хор було організовано і з полонених 44-ї стрілецької дивізії
Вже після війни за домовленістю з Фінляндією, радянські військовополонені (за виключенням близько 200 чоловік, які відмовилися повернутися на батьківщину), були передані радянській стороні. 777 з них були визнані такими, що «себе скомпрометували», та здебільшого були засуджені на різні строки ув'язнення (232 чол. до розстрілу). Решта — майже 4,5 тисяч чоловік, на яких не було знайдено матеріалів для притягнення до суду, як «підозрілі особи» були відправлені до концтаборів. Таке ставлення до власних солдат стало прелюдією трагедії 5,7 млн радянських бійців і командирів, які вже під час Великої вітчизняної війни опинилися у німецькому полоні.

### Німецько-радянська війна
Разом з 6-ю та 12-ю арміями в серпні 1941 року потрапила в Уманський котел. Разом з 216-ю моторизованою дивізією брала у часть у боях за Новоархангельськ. В результаті виснажливих боїв протягом 1-4 серпня була актично знищена. Командир дивізії генерал-майор Ткаченко Семен Якимович потрапив у полон, а прапор дивізії тилами ворога було вивезено до Запоріжжя.

## Вожді
Слово, що давно вийшло з ужитку, в часи громадянської війни мало зовсім інше забарвлення, ніж сьогодні. Вождями, судячи, наприклад з Історії походів та бойових дій…, кликали командирів (начальників, як тоді було заведено казати) та воєнкомів — військових комісарів, не тільки дивізійного чи бригадного рівня, але й полкового, батальйонного, ба, навіть й ротного рангу. Прізвища найвідоміших з них наведені нижче.

### Начальники дивізії
- Щорс М. О.
- Дубовий І. Н.

### Воєнкоми
- Ткалун Петро Пахомович
- Бушко-Жук М. О.
- Берзін Оскар Михайлович

## Виноски
1. ↑  Волконський В. М. Армія і народ: 20-30-ті роки: участь трудящих України у зміцненні Червоної Армії // Київ: Видавництво «Либідь» — 1990.
2. ↑  Kulju2007, с. 229.